# منتخب أفغانستان لكرة القدم الشاطئية
منتخب أفغانستان لكرة القدم الشاطئية  هو ممثل أفغانستان الرسمي في المنافسات الدولية في كرة قدم شاطئية 
، يديريه اتحاد أفغانستان لكرة القدم.